# Beretta M34
La Beretta 1934 è una pistola semiautomatica compatta, ad azione singola progettata e costruita dalla Fabbrica d'Armi Pietro Beretta. Fu concepita per i funzionari di pubblica sicurezza e poi distribuita come arma da fianco al Regio Esercito italiano nel 1936; rimase in uso presso le Forze Armate della Repubblica Italiana anche nel dopoguerra e sino agli anni novanta del secolo scorso, quando fu progressivamente completata la sua sostituzione con il modello 92 sempre della Beretta. Il calibro è il 9 x 17 mm, conosciuto anche come 9 mm Corto o .380 ACP. Con munizioni a palla ramata o blindata (di massa compresa tra 6 e 6,5 grammi) sprigiona una energia di circa 270 - 280 joule / 28 - 29 kgm. La Beretta 34 assieme alla Beretta 35 rientra attualmente nelle competizioni sportive non ISSF dell'Unione Italiana di Tiro a Segno "Ex Ordinanza Armi Corte" ed in particolare all'interno della categoria "Pistola Nazionale".

## Storia

### Sviluppo
La Modello 1934, o M34, progettata su esplicita richiesta del Ministero dell'Interno per i funzionari del corpo delle Regie Guardie di Pubblica Sicurezza (dal 1944 corpo delle Guardie di Pubblica Sicurezza) che svolgevano servizio in borghese, ed era un'evoluzione dei modelli Beretta M31 e Beretta M23, distribuiti alla Milizia Forestale, al Regio Esercito e alla Regia Marina dei quali riprendeva lo schema che divenne caratteristico delle pistole Beretta: sagoma compatta, carrello aperto e volata sporgente. Il calibro scelto fu il .380 ACP, ideato da John M. Browning ai primi del XX secolo, che in Italia divenne noto come "9 Corto" per distinguerlo dal 9 x 19 mm Parabellum detto appunto "9 Lungo".
Nel 1936 l'arma fu adottata come arma corta d'ordinanza per gli Ufficiali del Regio Esercito Italiano (Sottufficiali e Truppa mantennero come ordinanza il revolver Bodeo 1889) e successivamente anche dalla Milizia Volontaria per la Sicurezza Nazionale e dalla Regia Guardia di Finanza, ai quali andò la gran parte della produzione. Costruita con un numero ridotto di componenti (39), richiedeva una lavorazione minore rispetto ai modelli usati da altre nazioni e questo ne assicurò la buona qualità anche negli anni finali della Seconda guerra mondiale, in cui le materie prime scarseggiavano.
Una variante del modello 34 era la Beretta M35, costruita per il calibro 7,65 mm Browning, che per quanto messa in produzione per rispondere alle esigenze del mercato civile, fu adottata anche dalla Regia Marina e dalla Regia Aeronautica, da tutte le forze armate della R.S.I. e forze armate tedesche d'occupazione. Nel 1940 venne acquistata dalla Finlandia e nel 1941 un consistente lotto di 40.000 esemplari fu venduto alla Romania.
Le pistole costruite nel Ventennio Fascista erano marchiate sul carrello con l'anno di fabbricazione e l'anno dell'era fascista in numeri romani. Altri marchi presenti sul fusto, superiormente dietro la guancetta sinistra, sono la sigla RE con corona reale soprastante, a indicare le pistole destinate al Regio Esercito, o PS per le pistole del Dipartimento della Pubblica Sicurezza.

### Impiego operativo
L'arma prestò servizio in tutti i conflitti in cui era coinvolta l'Italia: dalla Guerra di Spagna a quella d'Etiopia, e ovviamente nella Seconda Guerra Mondiale in cui era l'arma standard degli Ufficiali del Regio Esercito e della MVSN. Pur non essendo un'arma strettamente militare, essendo stata progettata per un uso di polizia, si guadagnò una fama invidiabile per qualità meccanica, sicurezza di funzionamento e insensibilità alle condizioni ambientali. Funzionava sempre e dovunque con un minimo di manutenzione e divenne, fra i soldati Alleati, un'ambita preda bellica che la ricercavano come arma tascabile, e a cui affibbiavano nomignoli che ne riconoscevano la pericolosità. La chiamavano anche "Red Point", per il punto rosso vicino alla leva di sicura.
Per le sue caratteristiche, l'arma non aveva nulla da invidiare a nessun'altra pistola della stessa categoria, anzi era riconosciuta come arma ottima per la difesa personale ravvicinata sia dagli Alleati, che ne apprezzavano pure la semplicità d'uso e l'occultabilità, sia dai Tedeschi, che le ritenevano immuni da inceppamenti, come la sovietica Tokarev TT-33, e perciò la preferivano alle più potenti ma anche più ingombranti Luger 08 o Walther P38. I Tedeschi adottarono l'arma come Pistole 671(i). Vari esemplari di M34 di preda bellica finirono all'estero, tra cui l'arma (matricola 606824) usata da Nathuram Godse per uccidere Mahatma Gandhi il 30 gennaio 1948, che era stata catturata dalle truppe indiane durante la campagna dell'Africa Orientale Italiana nel 1941.
Nel dopoguerra la M34, anche nei suoi esemplari più datati, rimase quale arma da fianco d'ordinanza del ricostituito Esercito Italiano, e di conseguenza anche dell'Arma dei Carabinieri, Guardia di Finanza e Polizia di Stato.
Per gli usi di pubblica sicurezza divenne presto obsoleta già a partire dai primi anni '60 del Novecento. Ma solo a partire dagli anni '70 la polizia italiana adottò l'erede Beretta M51 in cal. 9x19 parabellum. I Carabinieri poterono adottare quest'ultima solo parzialmente. Per allinearsi al miglior standard d'armamento della Polizia di Stato, i Carabinieri poterono rimpiazzare gradualmente la M34 con la Beretta 92S solo dal 1981, comunque ben prima delle altre Armi dell'E.I. che dovettero attendere ancora qualche anno. Negli anni '80 era perciò frequente che gli ufficiali dell'Esercito si vedessero assegnare esemplari di M34 che dalla punzonatura risultavano prodotti nel secondo conflitto mondiale, ormai poco precisi a causa dell'usura della canna, ma soprattutto del gioco preso dal peraltro ingegnoso sistema di aggancio della medesima al castello.
Negli anni '80, dopo la demilitarizzazione del calibro, la Beretta pose in vendita un certo numero di pezzi, costruiti assemblando le parti di ricambio giacenti in magazzino.
Oggi è diffusa anche nel mercato civile e si possono trovare sia esemplari risalenti al periodo fascista sia altri più recenti

## Caratteristiche tecniche
La Modello 1934 è costruita in acciaio, lunga 152 mm e pesa, scarica, 650 grammi ed è camerata per il calibro 9 x 17 mm, conosciuto anche come 9 Corto o. 380 Auto. Si tratta di una munizione dal modesto potere d'arresto, se paragonata ad altre impiegate per armi da fianco coeve, ma comunque del tutto sufficiente per la difesa personale ravvicinata. L'arma funziona secondo il principio della chiusura labile (detta anche "a massa"): la massa del carrello, cioè, basta da sola a controllare le pressioni non certo esuberanti del calibro impiegato, e rende superflue chiusure geometriche. In tal modo, l'arma è anche più semplice ed economica da produrre.
Sul fusto, sul lato sinistro, è presente una sicura manuale che, inserita ruotandola all'indietro (mostra una lettera "S"), blocca il grilletto, ma non il carrello e nemmeno il cane, che infatti può essere sempre armato, anche accidentalmente, unico elemento negativo in un progetto meccanico decisamente valido. Ruotandola in avanti, la sicura mostra invece un punto rosso e la lettera "F" indicando che l'arma è pronta al fuoco. L'arma funziona solamente ad azione singola.
Sparato l'ultimo colpo, il carrello è contrastato e arrestato nel movimento in avanti dall'elevatore del caricatore, perciò rimane aperto: questo segnala al tiratore che l'arma è scarica (nelle Forze Armate italiane questo sistema era detto "OACE", acronimo di Otturatore Aperto Caricatore Esaurito). Appena però il caricatore viene rimosso, il carrello torna in chiusura. Si tratta di un elemento innovativo per l'epoca, in quanto ben poche armi coeve "avvisavano" il tiratore di essere scariche.
Il caricatore ha una capienza di 7 cartucce ed a partire dal 1937 venne munito di un praticissimo sperone poggiamano nella parte inferiore, che ne agevola l'estrazione e permette il corretto posizionamento delle dita sull'impugnatura anche per mani molto grosse. Altro elemento degno di nota è il fermo di sgancio del caricatore, posto sul tallone dell'impugnatura: posizione molto indovinata in quanto facile e comoda da azionare anche al buio. Immediatamente sopra il fermo del caricatore vi è il gancio per il correggiolo. Sotto le guancette in bakelite, vi è il gruppo di scatto, di cui fa parte il disconnettore del cane azionato dal carrello: se questo non è perfettamente chiuso, il grilletto non può azionare il cane, a garanzia contro eventuali spari prematuri.
La Beretta M1934 è robusta e ben rifinita e può essere facilmente smontata nelle parti essenziali (carrello - canna - asta guidamolla) in modo rapido e semplice: una volta sfilato il caricatore, basta inserire la sicura ruotandola all'indietro. Quindi si afferra il carrello e lo si tira all'indietro: la sicura si inserisce nella tacca dell'hold open bloccando il carrello in apertura. A questo punto, si spinge la canna all'indietro e la si sfila dall'alto, attraverso la finestra del carrello, il quale è adesso libero di essere sbloccato e sfilato in avanti, assieme alla molla e alla relativa asta guidamolla. In questo modo è assicurata una manutenzione rapida e semplice anche sul campo.
La forza da esercitare sul grilletto è pari a 5 kg. La cartuccia impiegata (9 x 17mm o 9 Corto) è del tutto adeguata allo scopo dell'arma, e cioè la difesa personale ravvicinata: la Modello 1934 ha, per un tiratore medio, un limite di 10/15 metri come distanza di tiro utile, distanza alla quale gli esemplari in buone condizioni sono anche piuttosto precisi.

## Servizio
Nei Corpi Armati e FF.AA. italiane dal 1936 ai primi anni '90 del XX secolo. L'arma è stata spesso definita "povera" ma non lo è affatto: oltre a un livello di produzione ottimo, presenta caratteristiche meccaniche notevoli e per la sua epoca innovative. Negli anni '60 e '70 non poteva certo competere con armi da fianco più potenti e moderne, specie in ambito militare; tuttavia non si può certo imputare ai progettisti né all'arma se essa è rimasta in servizio per oltre 50 anni. Va detto che la Beretta M1934 è giudicata dagli esperti come un'arma ancora oggi del tutto adeguata agli scopi per cui è stata disegnata.

## Produzione
Dal 1934 al 1986. Nel 1991, a seguito della smilitarizzazione del calibro, è stata catalogata come "arma comune" e ne sono stati prodotti altri 2.000 esemplari, tutti per il mercato civile. Le ultime unità sono state prodotte fino al 1992.

## La M34 nella cultura di massa
- In ambito cinematografico, la M34 compare nel film Hannibal.[4]
- La Beretta M34 compare nel film Agente 007 - Licenza di uccidere come l'arma che James Bond è obbligato a sostituire in favore della Walther PPK (nell'edizione italiana, a differenza di quella originale, non ne viene fatto il nome).[5]